# Pyrethrum
Pyrethrum är ett släkte av korgblommiga växter. Pyrethrum ingår i familjen korgblommiga växter.

## Dottertaxa tillPyrethrum, i alfabetisk ordning[1]
- Pyrethrum achilleifolium
- Pyrethrum argenteum
- Pyrethrum atkinsonii
- Pyrethrum baranovii
- Pyrethrum bornmuelleri
- Pyrethrum breviradiatum
- Pyrethrum ceratophylloides
- Pyrethrum changaicum
- Pyrethrum corymbiforme
- Pyrethrum corymbosum
- Pyrethrum daghestanicum
- Pyrethrum daucifolium
- Pyrethrum discoideum
- Pyrethrum fruticulosum
- Pyrethrum galae
- Pyrethrum halleri
- Pyrethrum hissaricum
- Pyrethrum hybridum
- Pyrethrum kaschgharicum
- Pyrethrum kelleri
- Pyrethrum kirilowii
- Pyrethrum krylovianum
- Pyrethrum lanuginosum
- Pyrethrum leontopodium
- Pyrethrum lingulatum
- Pyrethrum mikeschinii
- Pyrethrum mucronatum
- Pyrethrum neglectum
- Pyrethrum olivieri
- Pyrethrum oxylepis
- Pyrethrum pectinatum
- Pyrethrum petrareum
- Pyrethrum poteriifolium
- Pyrethrum pulchellum
- Pyrethrum pulchrum
- Pyrethrum pyrethroides
- Pyrethrum richterioides
- Pyrethrum semenovii
- Pyrethrum servanense
- Pyrethrum silaifolium
- Pyrethrum songaricum
- Pyrethrum sovetkinae
- Pyrethrum tanaceum
- Pyrethrum tatsienense